# Феннинг, Джон
Джон Реджинальд Кит Феннинг (англ. John Reginald Keith Fenning; 23 июня 1885, Хаммерсмит и Фулем, Большой Лондон — 3 января 1955, Ковентри, Уэст-Мидлендс) — британский гребец, чемпион и серебряный призёр летних Олимпийских игр 1908.

## Биография
На Играх 1908 в Лондоне Феннинг участвовали в двух дисциплинах. Он стал чемпионом в двойках распашных без рулевого вместе с Гордоном Томсоном. Также, он занял второе место со своим экипажем четвёрок, который в финале проиграл другой команде Великобритании.